# Oswald Karch
Oswald Karch (* 6. März 1917 in Ludwigshafen am Rhein; † 28. Januar 2009) war ein deutscher Automobilrennfahrer.

## Karriere
Oswald Karch war in den 1950er-Jahren auf beiden Seiten der innerdeutschen Grenze ein bekannter Teilnehmer nationaler Rennveranstaltungen. Karch beteiligte sich in erster Linie an Monopostorennen und setzte vorerst dabei seinen BMW-Eigenbau ein, den er jedoch bald durch einen Veritas RS ersetzte.
Mit diesem nahm er auch am Großen Preis von Deutschland 1953 teil, konnte sich im Rennen (er ging vom 34. Startplatz ins Rennen, 35 Fahrzeuge waren am Start) nach einem Ausfall aber nicht platzieren. 1954, nach einigen Erfolgen bei nationalen Rennen, fuhr er das 12-Stunden-Rennen von Casablanca und erreichte in der hart umkämpften Klasse bis 2-Liter-Hubraum den sechsten Platz. Schon 1953 hatte er an diesem Rennen teilgenommen.

## Statistik

### Statistik in der Automobil-Weltmeisterschaft

#### Gesamtübersicht
| Saison | Team         | Chassis    | Motor          | Rennen | Siege | Zweiter | Dritter | Poles | schn. Rennrunden | Punkte | WM-Pos. |
| ------ | ------------ | ---------- | -------------- | ------ | ----- | ------- | ------- | ----- | ---------------- | ------ | ------- |
| 1953   | Oswald Karch | Veritas RS | Veritas 2.0 L6 | 1      | −     | −       | −       | −     | −                | −      | NC      |
| Gesamt | Gesamt       | Gesamt     | Gesamt         | 1      | −     | −       | −       | −     | −                | −      |         |

#### Einzelergebnisse
| Saison | 1 | 2 | 3 | 4 | 5 | 6   | 7 | 8 | 9 |
| ------ | - | - | - | - | - | --- | - | - | - |
| 1953   |   |   |   |   |   |     |   |   |   |
|        |   |   |   |   |   | DNF |   |   |   |

| Legende  | Legende            | Legende                                                          |
| Farbe    | Abkürzung          | Bedeutung                                                        |
| -------- | ------------------ | ---------------------------------------------------------------- |
| Gold     | –                  | Sieg                                                             |
| Silber   | –                  | 2. Platz                                                         |
| Bronze   | –                  | 3. Platz                                                         |
| Grün     | –                  | Platzierung in den Punkten                                       |
| Blau     | –                  | Klassifiziert außerhalb der Punkteränge                          |
| Violett  | DNF                | Rennen nicht beendet (did not finish)                            |
| Violett  | NC                 | nicht klassifiziert (not classified)                             |
| Rot      | DNQ                | nicht qualifiziert (did not qualify)                             |
| Rot      | DNPQ               | in Vorqualifikation gescheitert (did not pre-qualify)            |
| Schwarz  | DSQ                | disqualifiziert (disqualified)                                   |
| Weiß     | DNS                | nicht am Start (did not start)                                   |
| Weiß     | WD                 | zurückgezogen (withdrawn)                                        |
| Hellblau | PO                 | nur am Training teilgenommen (practiced only)                    |
| Hellblau | TD                 | Freitags-Testfahrer (test driver)                                |
| ohne     | DNP                | nicht am Training teilgenommen (did not practice)                |
| ohne     | INJ                | verletzt oder krank (injured)                                    |
| ohne     | EX                 | ausgeschlossen (excluded)                                        |
| ohne     | DNA                | nicht erschienen (did not arrive)                                |
| ohne     | C                  | Rennen abgesagt (cancelled)                                      |
| ohne     | keine WM-Teilnahme |                                                                  |
| sonstige | P/fett             | Pole-Position                                                    |
| sonstige | 1/2/3/4/5/6/7/8    | Punktplatzierung im Sprint-/Qualifikationsrennen                 |
| sonstige | SR/kursiv          | Schnellste Rennrunde                                             |
| sonstige | *                  | nicht im Ziel, aufgrund der zurückgelegten Distanz aber gewertet |
| sonstige | ()                 | Streichresultate                                                 |
| sonstige | unterstrichen      | Führender in der Gesamtwertung                                   |